# Dyptyk Philippe’a de Croÿa

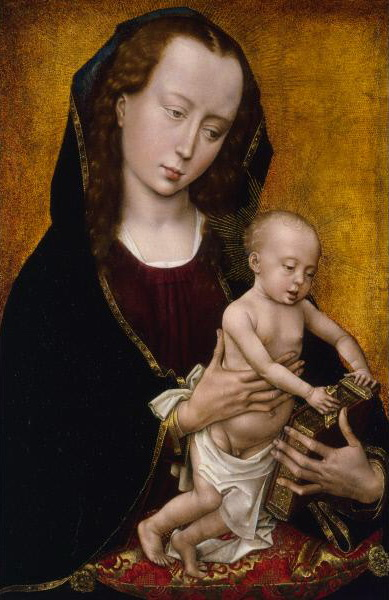
Maria z Dzieciątkiem, 1460–1464
50,8 × 33 cm
Huntington Library w San Marino

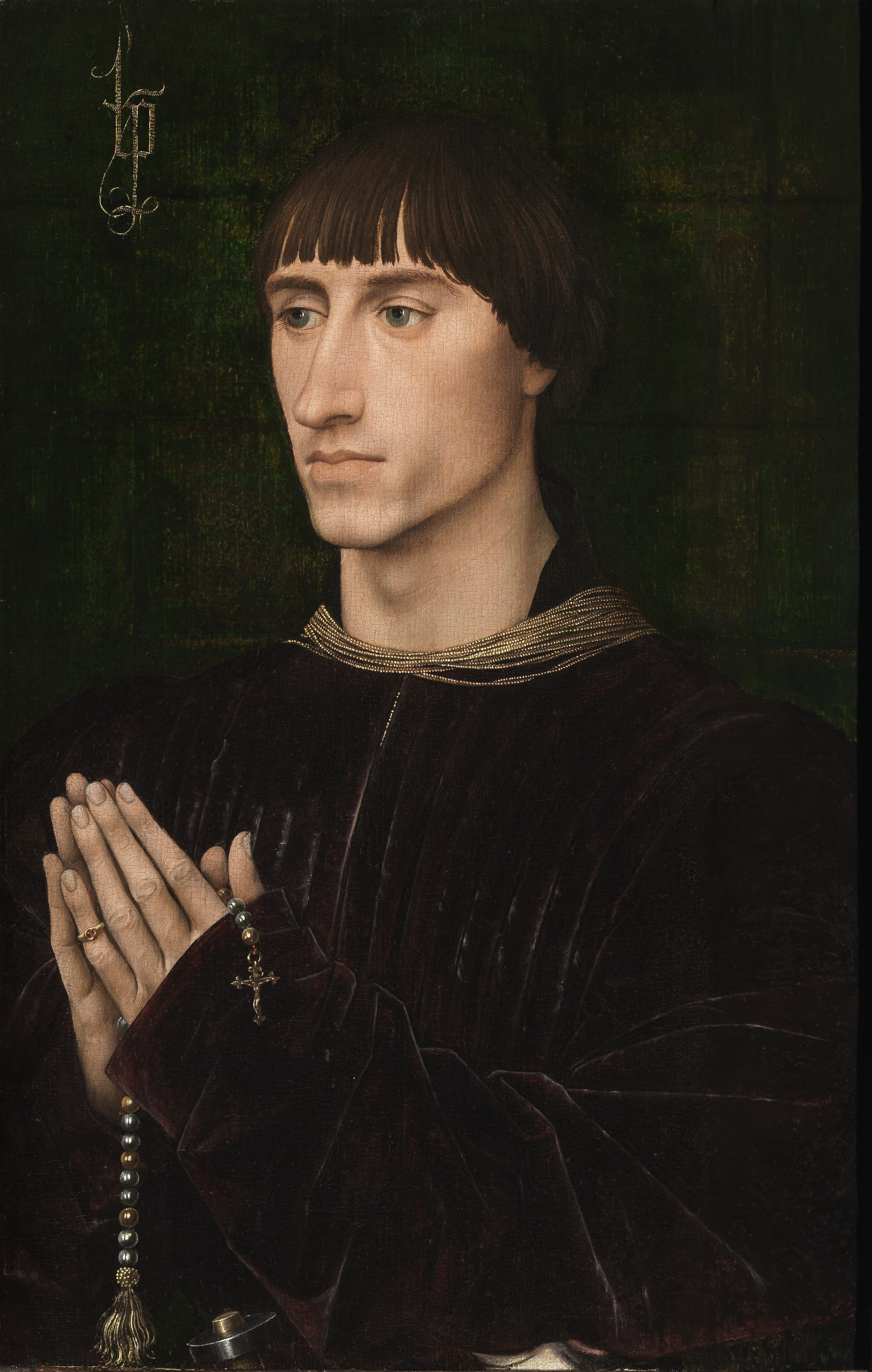
Portret Philippe’a de Croÿa, 1460–1464
51 × 33,6 cm
Królewskie Muzeum Sztuk Pięknych w Antwerpii

Dyptyk Philippe’a de Croÿa – dyptyk niderlandzkiego malarza Rogiera van der Weydena, obecnie rozdzielony.
W latach 1450–1460 Weyden jako jeden z pierwszych zaczął tworzyć dyptyki dewocyjno-portretowe. Gdy pracował w Tournai, a następnie w Brukseli, wykonał kilka dyptyków oraz niezależnych portretów na zlecenie najważniejszych przedstawicieli burgundzkiej elity władzy. Datuje się je na ostatnią dekadę życia malarza, który zmarł w roku 1464. Zachowały się trzy prace Weydena z tego okresu: Dyptyk Jeana Grosa, Dyptyk Philippe’a de Croÿa i Dyptyk Jeana de Froimonta. Madonny na dyptykach zostały namalowane w stylu naśladującym XIV-wieczne ikony italo-bizantyjskie. Innowacyjność Weydena polegała na sposobie przedstawienia postaci Maryi, która po raz pierwszy została ukazana w półpostaci, co w kolejnych latach było często kopiowane przez wielu naśladowców malarza, z niewielkimi tylko zmianami.

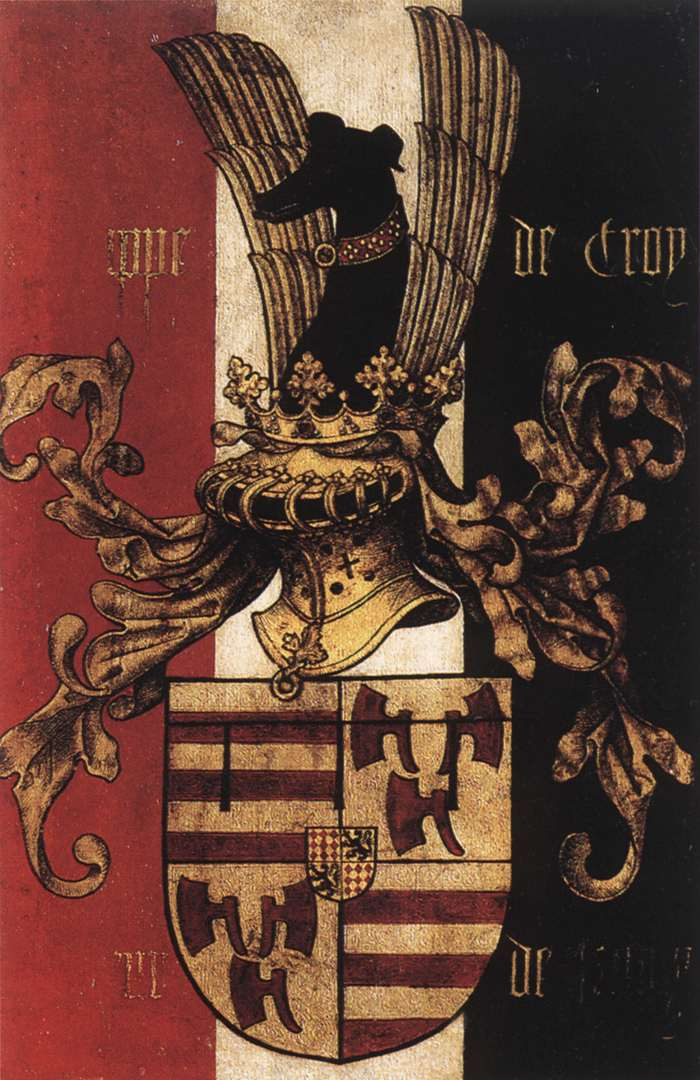
Herb na rewersie panelu z wizerunkiem Philippe’a de Croÿa.

## Opis obrazu
Na prawym skrzydle w półpostaci, w pozycji modlitewnej, ukazany został Philippe I de Croÿ, szambelan księcia Burgundii Filipa Dobrego. Ocenia się, że w momencie ukończenia portretu miał on około dwudziestu pięciu lat. Weyden prawdopodobnie upiększył wizerunek szambelana; z zachowanych opisów wynika, że Croÿ miał długi nos i wyraźną progenię. W lewym górnym rogu widnieje monogram Croÿa, znany z wielu rękopisów znajdujących się w jego kolekcji. Philippe de Croÿ był bibliofilem, kolekcjonerem iluminowanych rękopisów, który zgromadził pokaźną bibliotekę. Na rewersie znajduje się herb rodu de Croÿów, zwieńczony hełmem heraldycznym. Widniejący na rewersie tytuł „Seigneur de Sempy” (Pan Sempy) Philippe otrzymał w roku 1452, ale zrezygnował z niego w 1461. Fakt ten może wskazywać na datę powstania portretu przed rokiem 1461.
Na lewym skrzydle, na złotym tle ukazana została Madonna z Dzieciątkiem. Maryja, ubrana w czerwoną suknię i narzucony na nią ciemny płaszcz, ma na kolanach haftowaną czerwonymi i złotymi nićmi poduszkę. Matka podtrzymuje próbującego stać małego Jezusa, który energicznie bawi się klamrami z oprawy modlitewnika. Obie postacie mają złote aureole, z promieniami rozchodzącymi się na zewnątrz, które nawiązują do bizantyjskich ikon.

## Proweniencja
Dyptyk Philippe’a de Croÿa, tak jak i pozostałe dyptyki, na przestrzeni lat został rozdzielony. Skrzydło z Madonną po raz pierwszy zostało wymienione w 1629 roku w spisie inwentarza Alexandra d’Arenberga, potomka Philippe’a I de Croÿa, a następnie w 1892 roku w spisie kolekcji Henryka Willetta w Brighton. Następnie Madonna z Dzieciątkiem trafiła do paryskiej kolekcji Kann, by ostatecznie znaleźć się w Huntington Library w San Marino (Kalifornia). Portret donatora można oglądać w Antwerpii w Królewskim Muzeum Sztuk Pięknych.